# New Albany, Indiana
New Albany är en stad (city) i Floyd County i delstaten Indiana, USA. New Albany är administrativ huvudort (county seat) i Floyd County.